# 334 до н. е.

## Події
- Александр Македонський рушив до Малої Азії, намісник Антипатр
- Битва на річці Граник
- завойований і зруйнований Галікарнас
- Македонським підкорені Лідія та Фригія
- Хорегічний монумент Лісікрата
- зникло китайське царство Юе.

## Народились
- Зенон із Кітіона — давньогрецький філософ.